# Ain Chouater
 (avril 2020).
Si vous disposez d'ouvrages ou d'articles de référence ou si vous connaissez des sites web de qualité traitant du thème abordé ici, merci de compléter l'article en donnant les références utiles à sa vérifiabilité et en les liant à la section « Notes et références ».
Ain Chouater (en arabe : عين الشواطر) est une commune rurale du Maroc faisant partie de la province de Figuig dans la région de l'Oriental, située à 80 km de la ville de Boudnib et à 250 km de la ville de Figuig. 
Selon le recensement de 2014, elle compte 1 006 habitants.

## Histoire
Ain Chouater est une petite commune rurale située au sud-est du Maroc totalement habitée par la tribu anciennement nomade des Doui-Menia en partie sédentarisée dans la commune.

## Géographie
Ain Chouater est située au bord du Oued Guir.
La commune se caractérise par l’aridité de son climat (saharien) et par ses richesses naturelles et culturelles : dunes de sable, palmeraie, ksours, danses folkloriques (Danse Hobi)

## Vie économique
La commune est bien alimentée en électricité et en eau potable, une culture agricole est développée et des coopératives confectionnant toutes sortes de produits traditionnels (tapis, tentes nomades, habits traditionnels)

## Traditions
La tribu des Doui-Menia est célèbre pour sa danse « Hobi », particulièrement appréciée dans la région et dans le pays et tout autant pour la qualité des poètes arabes dont elle dispose.

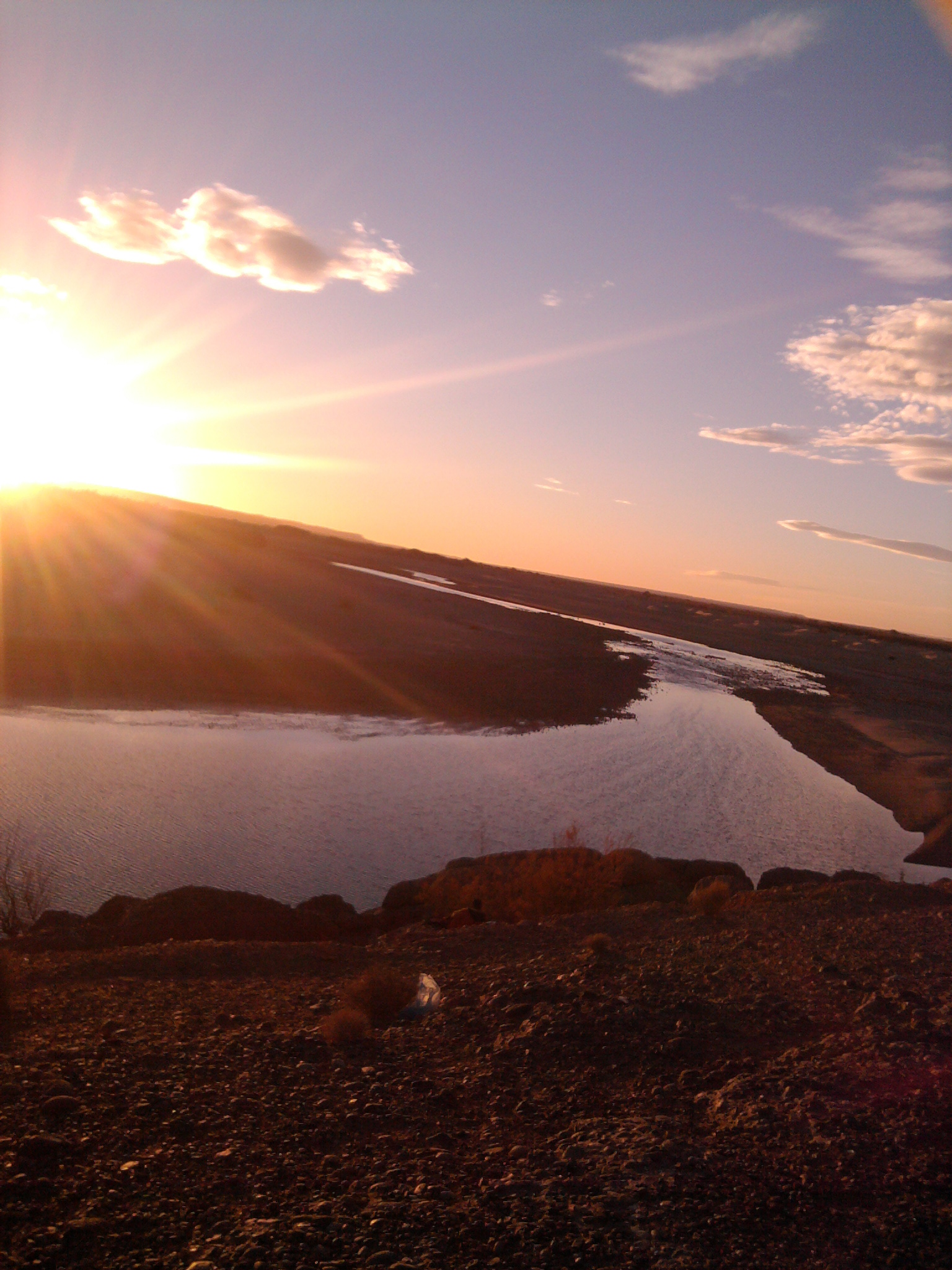
L'oued Guir à proximité d'Ain Chouater
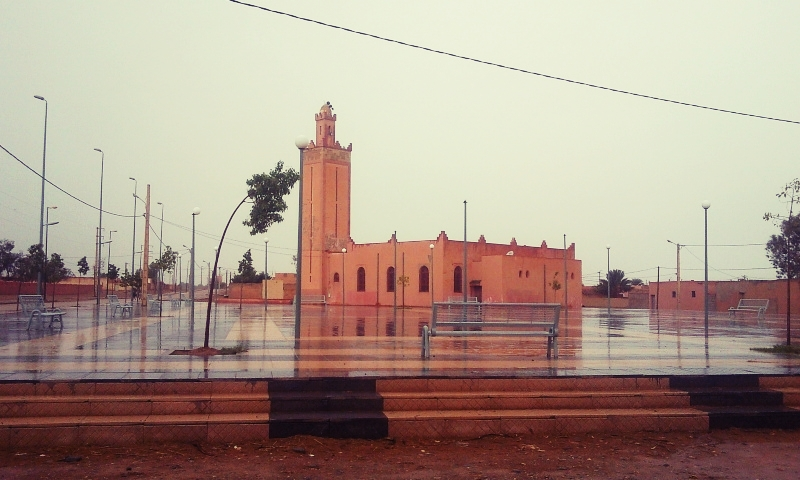
Mosquée d'Ain Chouater
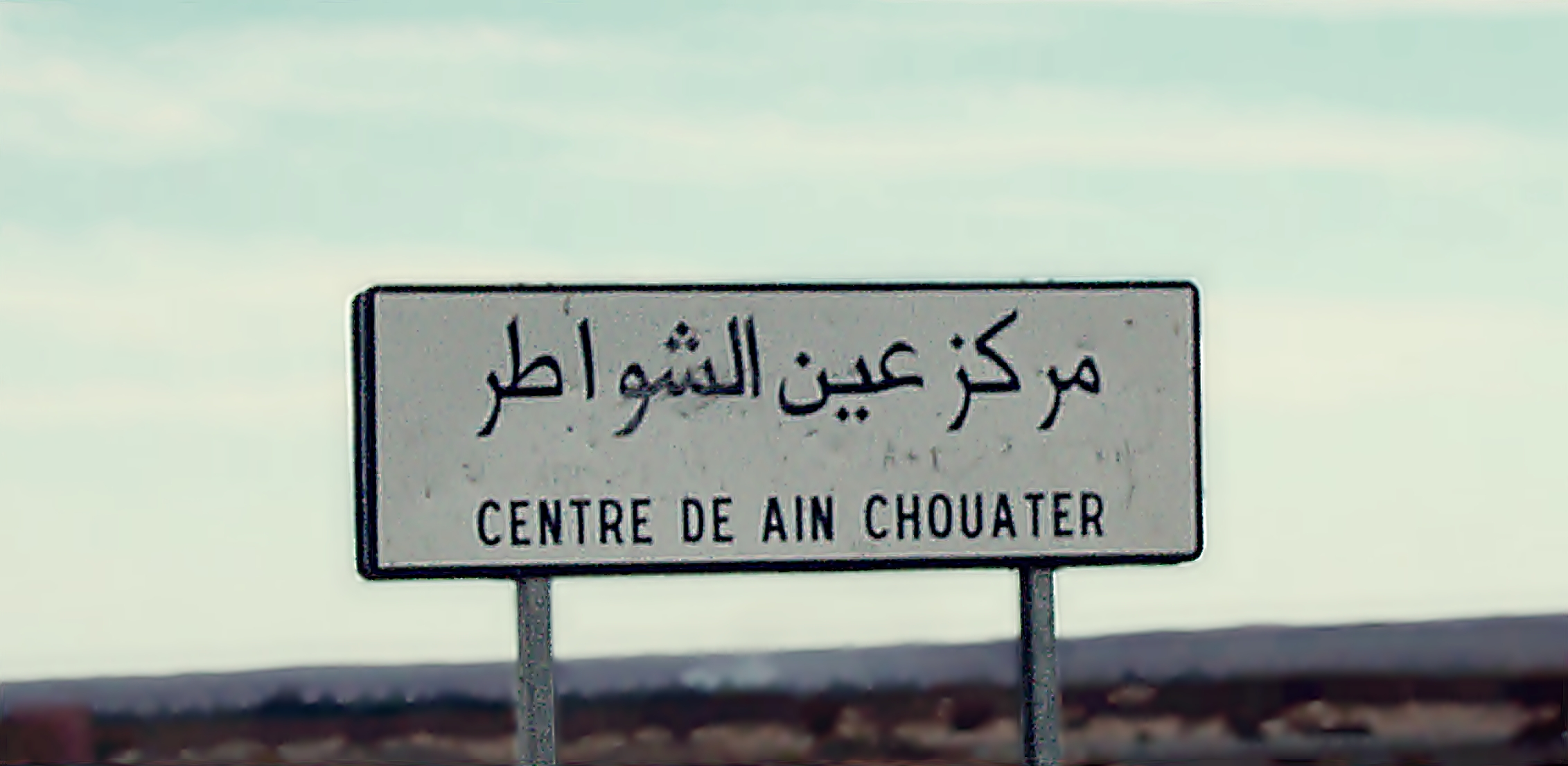